# Miron
Miron iz Elevter (starogrško Μύρων: Mīron), okoli 480 pr. n. št. do 445 pr. n. št., je bil atenski kipar . Rojen je bil v Elevterah na meji Bojotije in Atike. Po Plinijevem delu Naravoslovje v 37 knjigah (Naturalis historia) je bil njegov učitelj Ageladas iz Argosa . Geograf Pavzanij je opozoril, da so Mironove skulpture stale na prvotnem kraju še v 2. stoletju.

## Ugled
Miron je delal izključno v bronu . Čeprav je naredil nekaj kipov bogov in junakov, je bil slaven predvsem zaradi predstavitve športnikov. Po mnenju mnogih v antiki je z njimi naredil revolucijo, uvedel je več drznejših položajev telesa in popolnejši ritem, ki dele povezuje v celoto. Plinij je zapisal, da so Mironova dela boljša v razmerjih (numerosior) kot Poliklejtova in "skrbnejša" , boljša v razmerjih (numeri) in hkrati prepričljivejša, resničnejša, skladnejša: diligentia je označevala "pozornost za detajle" in je bila za antične kritike značilna za najboljša umetniška dela. 

## Dela
Njegova najbolj znana dela po Plinijevem delu Naravoslovje (34.57-59) so bili krava, pes (canem, Kerber?), Perzej, satir Marsias občuduje flavto in Minerva (Atena), Heraklej, ki je bil odnesen v svetišče, posvečeno Pompeju Velikemu na  hipodromu Circus Maximus,  Metalec diska in Apolon za Efez, "ki ga je triumvir Antonij odnesel iz Efeza, Avgust ga je obnovil, potem ko je bil opozorjen v sanjah".  Zgodnji cesarski rimski pisatelji so Mirona cenili kot največjega grškega kiparja in njegov ugled je ostal na visoki stopnji. Zdi se, da je bila Krava slavna, ker je bila večkrat omenjena  v epigramih , ki pa seveda ne govorijo o njenem položaju kot kipu.
Hiona, olimpijskega zmagovalca iz Šparte v 7. stoletju pr. n. št., je Miron upodobil v bronu v idealizirani obliki. 

## Pripisovanje del Mironu
Epigram o Ladasu, najhitrejšem tekmovalcu njegovega časa, omenja, da ga je upodobil Miron, a ohranjena ni nobena kopija. Lukijanov  opis je dokončno opredelil Mironovega Metalca diska. Znanih je več kopij, od katerih je najboljša v palači Massimi v Termah v Rimu. Strabo je zapisal nekaj zgrešenih pripomb, ki so se nanašale na Mirona, še posebej skupine s Samosa; za več ohranjenih glav je namreč C. K. Jenkins leta 1926 menil, da so kopije Mironove Samoške Atene. 
Marmorna figura v Lateranskem muzeju, ki je zdaj obnovljena kot plesoči satir, je skoraj gotovo kopija Mironovega dela, Marsias pobere   avlos, ki ga je Atena odvrgla.  Celotna skupina je kopirana na atenske kovance, vaze in v reliefu, predstavljajo Marsia kot nihajočega med radovednostjo in strahom zaradi Ateninega nezadovoljstva. Starodavni kritiki pravijo o Mironu, da mu je čudovito uspelo v figure vtisniti življenje in gibanje, vendar mu ni uspelo prikazati čustev. Telesa njegovih moških so veliko večja od glave. Obraz Marsia je skoraj maska; toda iz njegove drže dobimo živahen vtis o strasti, ki ga preveva. Obraz Metalca diska je miren in neroden, vse mišice njegovega telesa pa so osredotočene na moč in uspeh.
Adolf Furtwängler je veliko drugih del pripisal šoli ali vplivu Mirona, a to ni dokazano. Na papirusu iz Oksirinha so datumi zmagovalcev v Olimpiji. Miron je naredil kip športnika Timanta, ki je zmagal v Olimpiji leta 456 pr. n. št., in Licina, zmagovalca leta 448 pr. n. št. in 444 pr. n. št. Te letnice pomagajo pri določitvi drugih datumov. Bil je sodobnik, a nekoliko starejši, Fidije in Poliklejta. 